# Slavko Arneri
Slavko Arneri (Korčula, 20. prosinca 1919. – Trogir, 12. kolovoza 1978.), nogometaš (vratar), nogometni sudac i trener, te diplomirani pravnik. Nogometni vratar dobrih refleksa i pouzdan na crti. Kao sudac postigao je republički rang.

## Nogometna karijera
Nogomet je počeo igrati kao srednjoškolac.  Od 1937. godine do 1941. godine branio je za AŠK Split. Za vrijeme Drugog svjetskog rata bio je sudionik NOB-a, te je 1945. godine igrao u momčadi IX. divizije i reprezentaciji IV. armije NOV-a. Nakon rata u sezoni 1945./46. igrao je za RNK Split, a potom za zagrebačku Lokomotivu. Najznačajniji trenutak njegove karijere je prelazak u zagrebački Dinamo 1948. godine s kojim je osvojio naslov prvaka. Za Dinamo je odigrao 82 utakmice. Igrao je i za NK Zagreb i Metalac, te zagrebačku reprezentaciju i kao gost za splitski Hajduk. Nakon prestanka igranja bio je trener nekoliko nižerazrednih klubova i nogometni sudac od 1959. godine, a poslije savezni sudac i instruktor.

## Slikar i pravnik
Osnovnu školu završio je u Sinju, a srednju u Splitu 1938. godine. Diplomirao je pravo u Zagrebu 1953. godine. Osim sportom bavio se kao amater slikarstvom. Bio je učenik Emanuela Vidovića.

## Zanimljivo
Zagrebački Dinamo je u toku proljetnog prvenstva 1947./48. ostao bez oba vratara (Zvonimir Monsider i Josip Babić), te je Jugoslavenski nogometni savez dozvolio registraciju Arnerija izvan prijelaznog roka. Dolazak Arnerija omogućio je nogometašima Dinama da i dalje ostanu u borbi za naslova državnog prvaka, te da ga 1948. godine premoćno i osvoje.